# Orkoien
Orkoien en basque (Orcoyen en espagnol), est une municipalité de la communauté forale de Navarre, dans le Nord de l'Espagne.
Elle est située dans la zone linguistique mixte de la province.

## Administration
| 2007-2011 | Casimiro Larrea Ruiz | UIO          |
| 2003-2007 | Casimiro Larrea Ruiz | IUN (es)-NEB |
| 1999-2003 | Casimiro Larrea Ruiz | IUN (es)-NEB |
| 1995-1999 | Casimiro Larrea Ruiz | IUN (es)-NEB |
| 1991-1995 | Casimiro Larrea Ruiz | IUN (es)-NEB |

## Démographie
| Évolution démographique                                 | Évolution démographique | Évolution démographique | Évolution démographique | Évolution démographique | Évolution démographique | Évolution démographique | Évolution démographique | Évolution démographique | Évolution démographique | Évolution démographique |
| 1996                                                    | 1998                    | 1999                    | 2000                    | 2001                    | 2002                    | 2003                    | 2004                    | 2005                    | 2006                    | 2007                    |
| ------------------------------------------------------- | ----------------------- | ----------------------- | ----------------------- | ----------------------- | ----------------------- | ----------------------- | ----------------------- | ----------------------- | ----------------------- | ----------------------- |
| 1 250                                                   | 1 260                   | 1 280                   | 1 267                   | 1 327                   | 1 492                   | 1 683                   | 1 885                   | 2 109                   | 2 251                   | 2 508                   |
| Sources: Orkoien et instituto de estadística de navarra |                         |                         |                         |                         |                         |                         |                         |                         |                         |                         |

## Transports en commun
Les lignes  10 N9 de Eskualdeko Hiri Garraioa desservent Orkoien.

## Fêtes
Il est une tradition, que le lundi suivant le lundi de Pâques vient ici l'archange Saint Michel d'Aralar pour bénir les champs et les récoltes. On le reçoit au son des txalaparta et Zanpantzar.

### Sources
- (es) Cet article est partiellement ou en totalité issu de l’article de Wikipédia en espagnol intitulé « Orcoyen » (voir la liste des auteurs).